# Wiswedel (Brome)
Wiswedel ist ein Ortsteil des Fleckens Brome in Niedersachsen. 

## Geographie
Wiswedel liegt fünf Kilometer nordwestlich des Ortes Brome. In der Umgebung finden sich das ausgedehnte Forstgebiet Bickelsteiner Heide im Westen sowie zahlreiche Felder. Der Wittinger Ortsteil Radenbeck liegt etwa vier Kilometer nördlich, der Bromer Ortsteil Benitz rund drei Kilometer östlich. Drei Kilometer südlich liegt der Tülauer Ortsteil Voitze, vier Kilometer westlich Boitzenhagen, das ebenfalls zu Wittingen gehört. 
Mit 111 Metern über NHN liegt der höchste Punkt der Samtgemeinde Brome in der Bickelsteiner Heide zwischen Wiswedel und Boitzenhagen. Es handelt sich um eine ehemalige Binnendüne, die aufgeforstet wurde.

## Geschichte
Siedlungsspuren wurden auf das 12. bis 13. Jahrhundert datiert. Der Dorfname deutet auf eine wendische Gründung hin. Witzemer stammt vom Altslawischen vysokü (deutsch: hoch) und morava (Aue) und deutet auf die Lage im Oberlauf der Kleinen Aller hin. Bis etwa 1473 lag das Dorf wüst und wurde dann als Rundling wieder aufgebaut. Der Name wurde klanglich der deutschen Sprache angepasst. 1583 lag Wiswedel in einer Exklave der Mark Brandenburg im Bereich des Fürstentums Lüneburg, die bis Grußendorf reichte. 1692 wurde  Wiswedel im Vertrag von Wallstawe durch Gebietsaustausch an das Fürstentum Lüneburg übergeben. Die erste Dorfschule Wiswedels wurde 1771 eingerichtet. Zuvor waren die Schüler nach Voitze zur Schule gegangen. 1882 wurde ein ortseigener Friedhof eingerichtet. Um 1900 wurden außerhalb des Rundlings zahlreiche Häuser erbaut, so dass der Ort den Charakter eines Straßendorfs bekam. 1909 wurde die Bahnstrecke Wittingen–Oebisfelde eröffnet, die östlich von Wiswedel verläuft. Dort befand sich auch der Bahnhof Benitz-Wiswedel, der bis 1974 im Personenverkehr bedient wurde. 
1919 lebten in Wiswedel 171 Personen. Bis 1939 sank die Zahl auf 141; bis 1950 stieg sie wegen der Flüchtlingsströme auf 239 an. 1984 betrug die Einwohnerzahl 107. Im selben Jahr gab es dort acht landwirtschaftliche Betriebe.
Die Gemeinde Wiswedel wurde am 1. Juli 1965 Teil der Samtgemeinde Brome. Am 1. März 1974 wurde sie in den Flecken Brome eingemeindet und somit am 15. März 1974 Teil der neugegründeten Samtgemeinde Brome.

## Infrastruktur
Wiswedel gehört zum evangelisch-lutherischen Pfarramt Brome II des Pfarrverbundes Brome-Tülau/Ehra. Der Ort ist durch Kreisstraßen mit Radenbeck, Benitz und Voitze verbunden. Wiswedel wird montags bis freitags von Bussen der VLG-Linie 163 (Wittingen–Brome/Zicherie) im Zweistundentakt sowie in der Schulzeit von Bussen der VB-Linie 165 angefahren.